# Càntabre (parla)
El  càntabre o muntanyès (cántabru en asturlleonès) és una variant de transició entre l'asturlleonès i el castellà emprada a l'occident de Cantàbria i en algunes zones de les valls del Pas i el Soba, a la part oriental. És característic, doncs, de les comarques de muntanya de Cantàbria, i d'aquí el seu nom.
El càntabre és una variant de l'asturià, llengua procedent del llatí que manté una gran vitalitat en les diverses comarques d'Astúries així com algunes de la província de Lleó. No té regulació ni cap grau de reconeixement en el seu domini lingüístic.

## Variants
El càntabre té dues subvariants: l'occidental i l'oriental. La divisòria entre ambdues està entre els rius Saja i Pas. El pasiego pertany a la variant oriental, amb la particularitat que està especialment ben conservat.